# 爆薬発電機
爆薬発電機（ばくやくはつでんき）とは爆薬の爆発エネルギーを効率よく電磁エネルギーへ変換して負荷へ出力させる装置である。

## 概要
瞬間最大値の大きな電力を起こすことに向いている反面、持続した発電には不向きである。その電力を利用する例としては、簡単にkT域のパルス磁場を発生させることが出来るため、高磁場の研究等に用いられている。
現在開発されているものにはMC型 (Magnetic Cumulation) とMHD型 (Magneto Hydro Dynamics) の二種類がある。

## MC型
磁界濃縮型と日本語訳されるように金属導体で囲まれた電気的閉鎖回路を爆薬 (成型炸薬) の作用によって強制的に回路のインダクタンスを急激に減少させることで内部の磁場を濃縮することで発電する。
最大出力は100 MJに達するとも言われているが、構造上どうしても使い捨てになってしまう。

## MHD型
火薬の爆発によってアルゴンガスを圧縮して温度10万度、電子密度が1020個/cm3の高温高密度のプラズマを発生させ、これをMHD発電装置へ送り込むことで発電する。
1960年代までは火薬のガスを直接作用流体にしていたために僅か数%しか利用されず効率が悪かったが、近年では希ガスをプラズマ化させることによって30％近い効率が実現している。
MC型に比べると最大出力では劣るが、持続時間が長く同じ装置を複数回利用することも可能である。

## 用途
軍用としてレールガンや電磁パルスを放射する電磁波爆弾、レーザーなどの指向性エネルギー兵器の電源として注目されている。構造と原理上、寿命が短いことが欠点であるため、短期間で発電装置ごと交換するような使用法になると思われる。